# Anpassad skola i Sverige
Anpassade skolan är i Sverige en grupp av skolformer för elever som inte klarar skolgång i grundskolan och gymnasieskolan på grund av intellektuell funktionsnedsättning (IF) eller som på grund av en förvärvad hjärnskada fått en betydande och bestående begåvningsnedsättning. Tidigare kunde även elever med autismspektrumtillstånd bli mottagna i särskolan. Detta regleras i Skollagen (SFS 1985:1100, 3 kapitlet 3§ med flera). Anpassade skolan omfattar en obligatorisk nioårig grundskola, en frivillig gymnasieskola och vuxenutbildning. Den obligatoriska skolan innefattar anpassad grundskola för elever med en lindrig intellektuell funktionsnedsättning; och träningsskola för elever som inte klarar av grundsärskolan på grund av en mer omfattande intellektuell funktionsnedsättning. Enligt ICD-10 definieras intellektuell funktionsnedsättning som Intelligenskvot (IK) under 70, men även adaptiv funktionsförmåga och sociala färdigheter tas med i beräkningen innan en diagnos ställs. För barn med intellektuell funktionsnedsättning som anses som måttlig, svår eller grav, det vill säga en intelligenskvot på under 50, är träningsskolan ofta det lämpligare alternativet.
Den 1 juli 2023 byter grundsärskolan, gymnasiesärskolan och komvux som särskild utbildning (särvux) namn till anpassad grundskola, anpassad gymnasieskola och komvux som anpassad utbildning. Benämningen träningsskola tas också bort och elevens val avskaffas i den anpassade grundskolan.

## Historik
Folkskolan blev i Sverige obligatorisk redan under 1800-talet genom 1842 års allmänna folkskola. Det fanns dock några undantag från detta. Barn och ungdomar med intellektuell funktionsnedsättning och döva eller blinda hade ingen skolplikt. Det fanns i enstaka fall undervisning för dessa elever, vilket kallades för abnormundervisning och startades som en filantropisk verksamhet. Denna undervisningsform startade under 1850-talet och bedrevs nästan alltid av enskilda personer, bland annat av Emanuella Carlbeck som idag betraktas som pionjär när det gäller undervisning av barn och ungdomar med intellektuell funktionsnedsättning, men även i kampen för att barn med andra funktionsnedsättningar skulle kunna utvecklas och bli nyttiga samhällsmedborgare. Carlbeck öppnade sitt första internat 1866 i Göteborg, i den första gruppen ingick bland annat hennes systerson, John.
År 1874 öppnade det första statliga skolhemmet för elever med intellektuell funktionsnedsättning i Norrtull i Stockholm och 1879 började man utbilda lärare för sinnesslöskolor. Fler internat startades runt om i landet. Det första externatet för barn med intellektuell funktionsnedsättning öppnades 1905 i Norrköping, och förblev det ända fram till mitten av 1920-talet.
År 1944 började man på politisk nivå inkludera vissa elever med intellektuell funktionsnedsättning i Sverige. Den första lagen (SFS1944:477) kom att inkludera elever som man vid den tiden kallade för ”bildbara sinnesslöa”, trots att lagen fanns på papper så såg verkligheten annorlunda ut i skolorna. Några särskilda grupper med särskild pedagogik fanns inte utan innebar i praktiken att eleverna fick denna undervisning i anstaltsliknande internat.  År 1954 följdes denna av en ny lag (SFS 1954:483) som inkluderade även psykiskt efterblivna barn. År 1968 infördes den så kallade omsorgslagen i Sverige, detta ledde till att alla barn och ungdomar i Sverige gavs rätt till utbildning, oavsett grad av intellektuell funktionsnedsättning. Elever som hade en intelligenskvot mellan 55 och 70 placerade man i grundsärskolan och elever som låg under en intelligenskvot på 55 placerade man i träningsskola. Under 1960-talet påbörjades en så kallad lokalintegrering av särskolan. Målet var att särskolan skulle bli en del av grundskolan i Sverige, men integreringen har gått långsamt framåt. Den fortsatte att utvecklas under 1970- och 1980-talet, men det hela rör sig fortfarande om en pågående process.
De första åren efter att skolgången för barn med intellekturell funktionsnedsättning blivit obligatorisk 1968, bedrevs verksamheten vid de flesta särskolorna i landstingens lokaler. När synen på människor med intellekturell funktionsnedsättning förändrades under 1970- och 80-talen, och dessa människor blev alltmer accepterrade i samhället, flyttade verksamheten alltmer in i kommunala skollokaler.
Under 1990-talet tog kommunerna över huvudansvaret för särskolan, vilket tidigare hade innehafts av landstinget. Anledningen var visionen om en skola för alla. Kommunaliseringen menade man skulle underlätta integreringen. En nytillsatt särskolekommitté utredde under 1991 en möjlig avveckling av särskolan. Man menade att begreppet särskola hade en alltför negativ klang. Ideologin om en skola för alla byggde ju på att alla elever oavsett förutsättningar och begåvning skulle få sin utbildning i en och samma skolform. Särskolekommittén insåg snart att deras dröm endast var en utopi, särskolans elever kunde inte garanteras tillräckliga resurser om de integrerades in i grundskolan. Utredningen och kommunaliseringen ledde istället till en ökning av elever i särskolan, detta berodde på att även elever utan intellektuell funktionsnedsättning tilläts placeras i särskolan. År 2002 tillsattes Carlbeck-kommittén för att utvärdera den utbildning som skedde i Sveriges särskolor. En lagändring begränsade återigen tillgången till en särskoleplacering för de elever med intellektuell funktionsnedsättning. En fullständig integrering har fortfarande inte skett.
År 2011 kom en ny läroplan för särskolan, den tidigare särskoleförordningen utgår och särskolan ingår numer under Skolförordningen SFS 2011:185

### Läroplaner
De första styrdokument som gällde särskolan var undervisningsplanen från 1946, Läroplan för rikets särskolor 1959, den slutade gälla 1973 då den ersattes av Läroplan för särskolan 1973, Lsä73. Den byttes ut 1990 till läroplan för den obligatoriska särskolan 1990, Lsä 90 och sedan 1994 ingår särskolan för första gången i samma läroplan som övriga grundskolan, nämligen Lpo 94.  Från och med höstterminen 2011 gäller en ny läroplan för grundskolan, se Lgr 11. Den obligatoriska särskolan byter då namn till grundsärskolan.

## Särskolan idag
Skolgången i särskolan kan se olika ut, vissa elever är individuellt integrerade, det vill säga de går i samma klass som grundskolans elever utan intellektuell funktionsnedsättning. Andra särskoleelever går lokalintegrerat, de går i en särskoleklass tillsammans med andra elever med intellektuell funktionsnedsättning men i samma skolbyggnad som elever utan intellektuell funktionsnedsättning, oftast integreras dessa elever i vissa ämnen. En särskoleklass är vanligtvis relativt liten och har större personaltäthet än övriga klasser. Undervisningen i särskolan följer Läroplan för grundsärskolan som kom 2011. I särskolan utgår man även ifrån att eleverna behöver längre tid för sitt lärande. Målen är därför inte lika högt ställda som i grundskolan och all undervisning anpassas efter elevernas egna förutsättningar. Betyget uttrycker i vilken utsträckning den enskilda eleven har uppfyllt de nationella betygskriterier som finns för respektive ämne. Som stöd för betygssättningen finns ämnesspecifika betygskriterier för olika betygssteg.

## Mottagande i särskolan
Barnets hemkommun är huvudman för särskolan och därför skyldig att se till att en utredning utförs om ett barn misstänks ha en intellektuell funktionsnedsättning. Utredningen kan endast ske om vårdnadshavarna ger tillstånd till detta. Om en utredning genomförts och en intellektuell funktionsnedsättning konstateras har vårdnadshavarna fortfarande rätt att tacka nej till en placering i särskolan. Mottagandet handlar både om att konstatera rätten till särskolan och ett godkännande om placeringen från vårdnadshavarna. Själva placeringen är det rektorn på särskolan som ansvarar för. Denna placering kan ske i antingen grundsärskoleklass, träningsklass eller integrerad i grundskoleklass. 

## Olika placeringar inom särskolan
När en elev väl är mottagen i särskolan finns det olika former av placeringar. Det är då upp till skolans rektor att i samråd med föräldrarna hitta den bästa placeringen för den enskilde eleven.

### Samundervisningsgrupp
I vissa kommuner finns det så kallade samundervisningsgrupper (tidigare kallade samverkansklasser) dessa ligger på gränsen mellan grundskola och är en verksamhet där elever med svag teoretisk begåvning och lindrig intellektuell funktionsnedsättning undervisas tillsammans. Eleverna i dessa klasser tillhör då olika skolformer. Till skillnad från särskolan är samundervisningsgrupperna ofta åldersheterogena. I dessa klasser placeras ofta elever med neuropsykiatriska funktionsnedsättningar. Den gemensamma nämnaren för dessa elever är en långsam inlärningstakt. De särskoleelever som placeras i denna grupp är oftast de med lindrig intellektuell funktionsnedsättning och som kan klara av det sociala samspelet i klassen.

### Individuell integrering
Om rektorn anser att den bästa placeringen för en elev inskriven i särskolan är att gå tillsammans med elever utan intellektuell funktionsnedsättning och om elevens vårdnadshavare ger sitt medgivande kan detta ske och kallas då för individuell integrering och sker med ekonomiskt stöd från särskolan. En elev som integreras i grundskolan följer fortfarande särskolans kursplaner. Även elevens vårdnadshavare har rätt att föreslå integrering för att eleven skall få undervisning i sin närmaste skola och få gå tillsammans med elever från samma bostadsområde. Detta kan även ske efter påbörjad skolgång i särskolan om vårdnadshavarna inte anser att placeringen är den rätta.

### Grundsärskola
I grundsärskolan går elever med lindrig intellektuell funktionsnedsättning. Eleverna undervisas i samma ämnen som grundskolans elever. Ämnenas innehåll och omfattning anpassas dock till varje elevs förutsättningar, därför upprättas också en individuell utvecklingsplan för varje elev.

### Träningsskola
Träningsskolan är en skolform som är riktad till elever som inte klarar av att uppnå målen i grundsärskolan. Dessa elever har oftast en måttlig eller svår intellektuell funktionsnedsättning. Till skillnad från grundsärskolan är träningsskolan mindre fokuserad på teoretiska ämnen; istället är ämnesområdena i kursplanen kommunikation, estetisk verksamhet, motorik, vardagsaktiviteter och verklighetsuppfattning.

## Särskolan – en rättighet
Särskolan är en rättighet och en möjlighet för barn och vuxna med intellektuell funktionsnedsättning. Det är föräldrarna och barnet som väljer skolform; det finns inget krav på att välja särskolan. Om vårdnadshavarna tackar nej till mottagande i särskolan har eleven rätt till stöd och hjälp i sin grundskoleklass. Det har förekommit fall där föräldrar till barn med intellektuell funktionsnedsättning blivit uppmuntrade att omplacera sina barn i särskolan för att få tillgång till bättre hjälpresurser och ett större ekonomiskt stöd. En stark påtryckning från skolan får inte ske, då beslutet är vårdnadshavarens och barnet enligt skollagen har rätt till erforderlig stödundervisning även i den reguljära skolan.

## Kritik
I broschyren "Särskolan - en skola för mitt barn?" konstaterar Skolverket att särskolan innebär "begränsningar när det gäller elevens framtida utbildnings- och karriärmöjligheter". Elevens slutbetyg från särgrundskolan gör det endast möjligt för eleven att söka in till gymnasiesärskola, vilket har få inriktningar och mestadels estetiska, hantverks- och yrkesförberedande linjer. Det är oftast också så att arbetsgivare (även kommunala) ratar de som gått i särskola till förmån för de som gått vanlig gymnasieskola.
Den svenska särskolans standard står sig bra vid en internationell jämförelse vad gäller aspekter som omvårdnad och trivsel. Däremot har kunskapsutvecklingen blivit kritiserad. Särskilt elever med lätt intellektuell funktionsnedsättning anses lätt kunna bli understimulerade eftersom förväntningarna är lågt ställda. Därför skall elever i det obligatoriska skolväsendet sedan 1 januari 2006 få en individuell utvecklingsplan. Särskoleelever är ofta i behov av social träning detta kan enkelt ges om de går i en integrerad klass där de har grundskoleeleverna som förebilder, men missas i en särskoleklass. Elever som inte bor i en storstad får ofta långa resvägar till och från skolan, kanske behöver de internatboende, detta slipper de om de kan gå integrerat i närmaste skolan. Det har förekommit att elever som hade dyslexi och varit utsatta för mobbing men i övrigt haft normal inlärningsförmåga satts i särskola, vilket drabbat deras möjlighet till ett arbetsliv.

## Fördelar
Fördelar med en särskoleplacering är enligt Skolverket att man i särskolan är väl förberedd att väl tillgodose elevernas behov ifråga om resurser och personal. Elever i en särskoleklass slipper oftast att misslyckas i skolan på de sätt som de ofta gör i en integrerad grundskoleklass. I särskolan får både elever och föräldrar möjlighet att bygga ett nätverk av vänner med samma behov som de själva. Många elever får en större kunskapsutveckling i särskolan än de skulle få av att integreras med grundskoleelever på grund av att de inte är beroende av en elevassistent (andra elever hämmas dock i en särskolemiljö då det i särskolan möjliggörs för eleverna att själva välja i vilken utsträckning de vill vara med i skolarbetet). Särskoleelever som integreras får ofta inte undervisning utifrån särskolans kursplaner, utan får hänga med så gott det går med de elever som inte har en intellektuell funktionsnedsättning. Det händer även att särskoleeleverna blir socialt isolerade, eftersom de mognar senare än sina jämnåriga klasskamrater. Detta tar sig speciellt i uttryck i äldre åldrar, varpå integrering är att föredra i åldersintegrerade skolklasser.